# Anders Borg
Anders Borg é um político sueco, do Partido Moderado.
Nasceu em Estocolmo, na Suécia, em 1968.
Anders Borg estudou Filosofia, História Económica e Ciência Política na Universidade de Uppsala, e Economia Nacional na Universidade de Estocolmo, sem ter adquirido um título académico.
Foi Ministro das Finanças de 2006 a 2014, tendo participado no Governo Reinfeldt I (2006-2010) e no Governo Reinfeldt II (2010-2014).